# Юйвень Юй
Юйвень Юй (кит.: 宇文毓; піньїнь: Yǔwén Yù; 534–560) — другий імператор Північної Чжоу з Північних династій.

## Життєпис
Був старшим братом Юйвень Цзюе. 557 року останнього повалив регент Юйвень Ху, після чого трон зайняв Юйвень Юй.
Вважається здібним правителем. Юйвень Юй розпочав із того, що забрав частину повноважень у Юйвень Ху й поступово витісняв його з імперської адміністрації. Втім 560 року Юйвень Юй помер, а місце на троні зайняв його брат Юйвень Юн. Останньому вдалось остаточно подолати Юйвень Ху лише 572 року, зосередивши всю владу в руках імператора.

## Девіз правління
- Учен (武成) 559—560